# Zulfahmi Khairuddin
Muhammad Zulfahmi Khairuddin (Selangor, 20 de outubro de 1991) é um ex-motociclista malaio que disputava a MotoGP (Moto2) pela equipe SIC Racing Team, onde correu em 4 etapas.

## Carreira
Sua estreia foi na então 125cc (atual Moto3) em 2009, pilotando uma Yamaha inscrita pela equipe Air Asia Team Malaysia. Em 2010 fez sua primeira temporada completa, desta vez com uma Aprilia. Obtém apenas 4 pontos, ficando em 24º lugar na classificação geral.
Com exceção da temporada 2012, onde ficou em sétimo lugar, com 128 pontos (e onde conquistou seus melhores resultados na carreira), o desempenho de Zulfahmi em sua passagem pelas divisões de baixo da MotoGP foi razoável, ficando entre o 10º e o 25º lugares.
Depois de 2 temporadas competindo na Supersport World Championship, assina com a SIC Racing Team para a temporada 2018 da Moto2, pilotando uma moto Kalex. Ele não consegue resultados expressivos e decide encerrar a carreira de piloto, tendo sua vaga repassada ao finlandês Niki Tuuli a partir da etapa de Jerez.

## Links
- Site oficial
- Perfil no site da MotoGP